# Dansk Netværk
Dansk Netværk var et landsdækkende netværk af og for ejerledere, der blev grundlagt i 2007 af to ejerledere, Jacob Vang Thomsen og Jannet Friang.
Netværket blev oprettet for at ejerledere kan dele erfaringer, succeshistorier, udfordringer og oplevelser. Fokus var på vækst og udvikling i den enkelte medlemsvirksomhed. Der arrangeredes både møder fysisk og netværkes virtuelt. 
I januar 2011 blev Dansk Netværk opkøbt af Dansk Iværksætter Forening.